# Johannes Burchard
Johannes Burchard (Haslach, c. 1450 - Roma, 16 de mayo de 1506) fue un curial, liturgista y eclesiástico alsaciano.  
Establecido en Roma como maestro de ceremonias durante los pontificados de Sixto IV, Inocencio VIII, Alejandro VI, Pío III y Julio II, fue testigo y notario de los principales acontecimientos de su época, de los que dejó constancia en sus obras escritas, hasta terminar sus días como obispo de Civita Castellana.  

## Biografía

### Primeros años
Johannes Burchard (mencionado también como Burckardt, Burchardo, Buccardo, Broccardi o Burchardus; en latín Johannes Burckardus Argentinensis) nació en una familia modesta en Haslach, en Alsacia.
Hizo sus primeros estudios en la colegiata de San Florencio de Estrasburgo; sin medios económicos para proseguirlos, entró como escribano al servicio de Johannes Wegeraufft, que ejercía como vicario del obispo de Estrasburgo Ruprecht von Simmern.  Fue expulsado poco después por haber falsificado dispensas matrimoniales en blanco firmadas con el sello del obispo y por haber robado del palacio episcopal un florín y una espada.

### Establecido en Roma

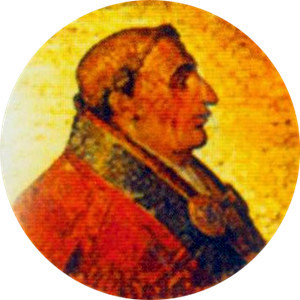
Paulo II.

Privado de apoyos por las censuras eclesiásticas emitidas contra él por las autoridades alsacianas, con cerca de dieciocho años de edad marchó a Roma.  Paulo II le concedió la capellanía del altar de San Eligio en la Catedral de Estrasburgo y Sixto IV le nombró canónigo de Santo Tomás en Estrasburgo y de San Florencio en Haslach, aunque no pudo tomar posesión de estos beneficios por la oposición del clero de Alsacia, que no había olvidado sus faltas juveniles, hasta que tras el jubileo de 1475 el Tribunal de la Rota le absolvió de las censuras eclesiásticas.  
Formó parte del séquito del cardenal Marco Barbo, del de Giovanni Arcimboldi y del del tesorero pontificio Tommaso Vincenzi.  Fue capellán pontificio y abreviador en 1478 y protonotario apostólico en 1481.  Ese mismo año su conocimiento de la liturgia y su amistad con el maestro de ceremonias de la capilla pontificia Agostino Patrizi le valieron ser nombrado segundo de éste.

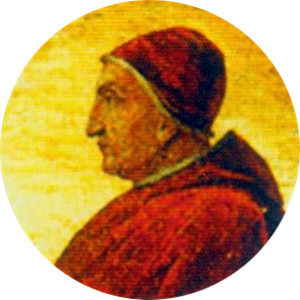
Sixto IV.

### Maestro de ceremonias
Cuando Patrizi fue nombrado obispo en diciembre de 1483, Burchard quedó como ceremoniero principal.  Recibió la bula de su investidura, previo pago de 450 ducados, de manos del obispo de Aleria Ardicino della Porta y del de Città di Castello Bartolommeo de Maraschi.
Los maestros de ceremonias eran dos; Burchard colaboró sucesivamente con Antonio Rebioli, Aldello Piccolomini, Bernardino Gutiérrez y en sus últimos tiempos con Paride Grassi; ocasionalmente, ambos ceremonieros podían tener uno o varios ayudantes como supernumerarios.  
El oficio exigía estar presente en todos los actos importantes de la corte pontificia: a la manera de un jefe de protocolo, era su obligación organizar las ceremonias religiosas y civiles, las entradas de los cardenales en los consistorios y las de reyes, príncipes, legados y embajadores en las audiencias, establecer la precedencia e instruir, asesorar y acompañar a los asistentes, cuidando que se respetara la liturgia y atendiendo al buen orden de las mismas.  
En caso de muerte del papa, estaba encargado de lavar el cadáver, vestirlo y encargarse de todos los detalles de su entierro, organizar el cónclave, oficiar como notario del mismo y preparar la coronación del nuevo papa.  Su tarea incluía desde organizar la policía de las calles durante las procesiones hasta detallar la vestimenta de los asistentes, y tenía autoridad para amonestar a los que faltaran a la etiqueta.  

El cargo era al mismo tiempo era muy lucrativo: en tiempos de Burchard cada ceremoniero cobraba un salario fijo de cinco ducados al mes, pero siguiendo una costumbre convertida en ley, ambos ceremonieros percibían además un porcentaje sobre la expedición de las bulas de provisión de los obispados y una cantidad fija por cada ceremonia en la que intervinieran, ya fuera la entrega de un palio a un arzobispo o de un capelo o una birreta a un cardenal recién creado, bodas, canonizaciones, funerales o cónclaves, cuyo pago se hacía efectivo mediante los bancos de la Curia o en especie.  En los viajes junto a la corte papal también recibían parte de los regalos que las villas hacían al pontífice.

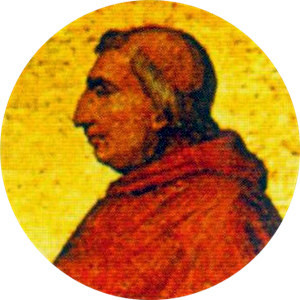
Inocencio VIII.

En su calidad de maestro de ceremonias asistió a la muerte de Sixto IV, al cónclave de 1484 en que fue elegido papa Inocencio VIII, 
al nombramiento de Roberto Sanseverino como gonfaloniero, a la firma de la paz con Fernando I de Nápoles, 
al funeral de Giovanni Arcimboldo, a la boda de Peretta, sobrina del papa, con Alfonso I del Carretto, a la entrada en Roma del príncipe Djem, a la reconciliación con el papa del duque de Calabria Alfonso o a la recepción de la Santa Lanza ofrecida por Bajazet II.

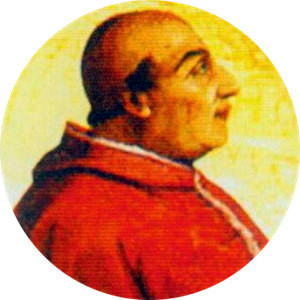
Alejandro VI.

En 1494 acompañó a Nápoles al legado Juan de Borgia para dirigir la ceremonia de coronación del rey Alfonso II y la boda de su hija Sancha con Jofré Borgia; el año siguiente organizó la entrada en Roma del rey Carlos VIII de Francia con sus tropas en su camino hacia la toma de Nápoles, y en el verano de 1496 acompañó a Bernardino de Carvajal en su viaje al norte de Italia para entrevistarse con el emperador Maximiliano I.   
Fue testigo de la conmoción generada por el asesinato del duque de Gandía Juan de Borja y Cattanei en 1497, de la condena por falsificación de Bartolomeo Florido, la entrada triunfal en Roma de César Borgia tras la toma de Forli y el escandaloso banquete de las castañas, el jubileo de 1500, la muerte de Juan de Borgia, el menor, 
el proceso contra Pedro de Aranda, la prisión de los cardenales Orsini y Savelli por su implicación en la conjura de Magione o el funeral de Alejandro VI.

### Beneficiado eclesiástico
Simultáneamente a su oficio de maestro de ceremonias, Burchard persiguió y recibió numerosos beneficios eclesiásticos en las diócesis de Estrasburgo y Basilea: fue deán de San Florencio en Haslach y de Santo Tomás de Estrasburgo, y preboste de Saint-Marin de Colmar, de Sainte-Marie, Saint-Germain y Saint-Ramdoald de Granval, y desde 1488 maestro de súplicas.

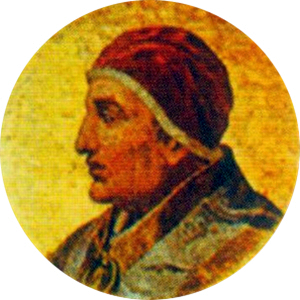
Pío III.

### Obispo de Orte y Civitá Castellana
Tras el cónclave de septiembre de 1503 el recién elegido papa Pío III le prometió hacerle obispo, pero el pontífice murió pocos días después sin haber podido cumplir su promesa.  Fue Julio II quien le nombró obispo de Orte y Civita Castellana con derecho a llevar el roquete, aunque Burchard siguió residiendo en Roma en calidad de ceremoniero, haciendo viajes ocasionales a su diócesis.

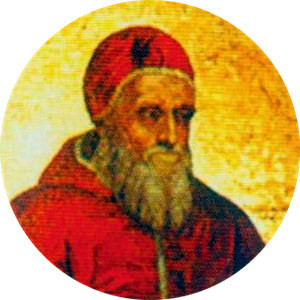
Julio II.

Recibió la consagración episcopal en abril de 1504 de manos del cardenal Ludovico Podocataro, y justo después, a instancias de Rafael Riario, Galeotto Franciotti della Rovere y Ascanio Sforza, también fue nombrado referendario de la Signatura de Gracia.
En marzo de 1506 sufrió un acceso de gota que le obligó a retirarse temporalmente de sus obligaciones en la Curia para tomar los baños en Viterbo.  
De regreso en Roma, la ceremonia de colocación de la primera piedra de la basílica de San Pedro en abril fue el último acto oficial al que asistió: murió en mayo en su casa de Roma y fue sepultado en la iglesia de Santa María del Popolo, en la capilla del cardenal Juan Vera.

## Obras

### Libros litúrgicos
Por encargo de Inocencio VIII colaboró con Agostino Patrizi en la revisión del Liber pontificalis o Pontificale Romanum (Roma, 1485), y con el obispo de Caiazzo Jacopo Luzio en la reedición de la misma obra (Roma, 1497).  
Con Patrizi también llevó a cabo la compilación del Ceremoniale Romanum, que fue presentada al pontífice en 1488 pero no fue publicado hasta dieciocho años después con el título Rituum ecclesiasticorum sive sacrarum caeremoniarum S. S. romanae ecclesiae (Venecia, 1516).  
Fue también autor de Ordo missae secundum consuetudinem Sanctae Romanae ecclesiae (Roma, 1498), breve manual de liturgia para uso de sacerdotes.

### ElLiber notarum
Pero probablemente su obra más conocida fue el Liber notarum, en el que a modo de diario fue anotando todos los acontecimientos ocurridos durante su etapa como ceremoniero. Burchard fue el primer maestro de ceremonias en llevar un diario de sus actividades;  
su intención nunca fue publicarlo, sino llevar un registro particular que pudiera servirle como referencia en su oficio, 
pero la cantidad de noticias referidas en él, su imparcialidad y exactitud, motivaron que posteriormente fuera considerado por los historiadores como "una preciosa fuente histórica" o "la base de todo estudio serio sobre la historia del papado en los comienzos del Renacimiento".
Escrito en un latín bárbaro, con una caligrafía pésima, y con algunas lagunas temporales fruto de sus ausencias de Roma o de haber tomado las notas en hojas sueltas que se perdieron, el Liber notarum relata detalladamente todas las ceremonias en las que Burchard se halló presente entre diciembre de 1483 y abril de 1506.  
Fue editado por Louis Thuasne en 1883-1885 y por Enrico Celani en 1907-1911.